# Friends Will Be Friends
Friends Will Be Friends – piosenka brytyjskiego zespołu Queen wydana w 1986 roku na singlu, który promował album A Kind of Magic (1986). Tę rockową balladę napisali wspólnie Freddie Mercury i John Deacon.
W Wielkiej Brytanii singiel opublikowano na początku czerwca 1986 roku, który był 31. tego typu wydawnictwem w brytyjskiej dyskografii grupy. Singiel z „Friends Will Be Friends” dotarł do 14. miejsca głównej brytyjskiej listy przebojów UK Singles Chart.

## Teledysk
Wideoklip zrealizowano w maju 1986 roku w studiu JVC w Wembley, w północno-zachodniej części Londynu, gdzie odbył się zjazd Międzynarodowego Fanklubu Queen. Pojawiło się wówczas blisko 850 fanów grupy Queen. W klipie przedstawiono członków zespołu, którzy wykonują tę piosenkę na niewielkiej scenie otoczonej liczną widownią.

## Listy przebojów
| Kraj   | Lista                          | Pozycja | Źr.    |
| ------ | ------------------------------ | ------- | ------ |
| BE-VLG | Ultratop 50 Singles (Flandria) | 18      | [ 9 ]  |
| NL     | Single Top 100                 | 16      | [ 10 ] |
| IE     | Top 100 Singles                | 4       | [ 11 ] |
| DE     | Single Top 100                 | 20      | [ 12 ] |
| NZ     | Top 40 Singles                 | 50      | [ 13 ] |
| PT     | Top 20 airplay Portugal        | 18      | [ 14 ] |
| CH     | Singles Top 100                | 19      | [ 15 ] |
| GB     | UK Singles Chart               | 14      | [ 7 ]  |